# Waterwrat

Waterwratten, detail. Let op de centrale indeuking en het 'opgeplakte' aspect

Waterwratten (mollusca contagiosa, enkelvoud molluscum contagiosum), in Nederland soms ook wel bolhoedwrat of (onterecht) apenpokken genoemd, zijn een vorm van wratten en worden veroorzaakt door een virus uit de familie van het pok-virus. Het zijn kleine (meestal 1-3 mm, soms tot 8 mm), iets glanzende parelmoerachtige verhevenheden die wat óp de huid geplakt lijken te zitten en meestal een centrale indeuking (delle) vertonen. Hieruit is bij rijpe mollusca een wittige substantie te drukken. Hoewel ook volwassenen er last van kunnen hebben, komen waterwratten het meest bij kinderen voor. Waterwratten ontwikkelen zich veelal op de romp onder de oksel, op de bovenarm en elleboogplooi, het bovenbeen en de knieholte. Na een periode van enige maanden tot 1 à 2 jaar verdwijnen de wratjes vrijwel altijd vanzelf doordat het lichaam er weerstand tegen begint te ontwikkelen. Een eerste teken hiervan is dat ze dan vaak wat gaan ontsteken, met roodheid. De wratjes laten bij afwachten tot ze vanzelf verdwijnen vrijwel nooit een litteken achter. Een agressieve behandeling vergroot de kans op littekenvorming. Daarna is het kind immuun voor waterwratten.
Vooral kinderen met eczeem zijn er vatbaar voor, omdat zij door het eczeem meer krabben en het virus dus in hun huid wrijven, die door het eczeem ook al beter doorlaatbaar is voor het virus. Het is een volstrekt goedaardige huidaandoening.

## Besmetting
Wanneer de wratten vanzelf of door krabben open gaan komt de virusbevattende, besmettelijke inhoud vrij. De incubatietijd varieert van enkele weken tot enkele maanden. Waterwratten worden waarschijnlijk ook via speelgoed (speelzaal/school) en zwembandjes (zwemles) overgedragen. Schoonmaken van deze materialen met water en zeep is belangrijk om verspreiding te voorkomen. Het is ook handig om je omgeving op de hoogte te brengen van de besmettingsgevaren om verdere verspreiding te voorkomen.

## Remedie
De huisarts zal niet snel actie ondernemen, het gaat immers vanzelf over. Bevriezen is wel mogelijk, evenals uitdrukken, of aanprikken met een houten prikker, gedoopt in jodium. Het risico op genezing met littekenvorming neemt hierdoor echter toe. Gewoon afwachten is vrijwel altijd de beste optie. Een pleister plakken over ontstoken waterwratten en deze een paar dagen laten zitten helpt om verspreiding te beperken.